# Acueducto Ojival
El Acueducto Ojival  también llamado Acueducto de la Rambla dels Molins o Acueducto Medieval de Biar es un acueducto situado en la localidad alicantina del Biar (Comunidad Valenciana, España).

## Descripción

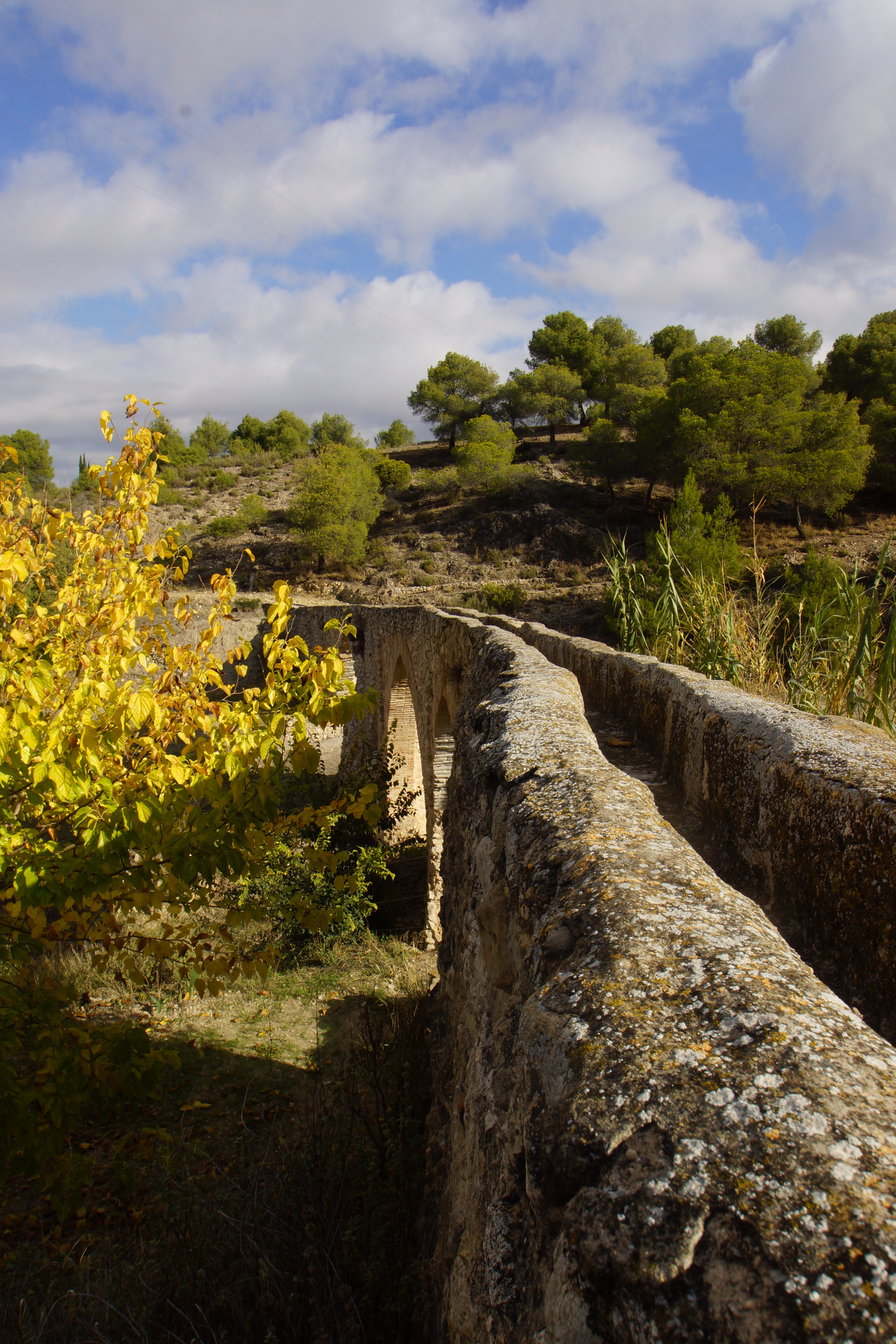
Vista superior del canal del acueducto

El acueducto se encuentra situado al este de la carretera de Banyeres de Mariola al salir del pueblo en dirección norte.
Fue construido por el arquitecto gerundense Pere Compte en el siglo XV en estilo gótico, con dos arcos ojivales y uno de medio punto. El objetivo era salvar el desnivel de la rambla de los Molinos y regar los campos de la margen opuesta. Fue construido en piedra, aunque también alterna el uso de ladrillos de barro cocido. En su base hay pilares y contrafuertes para contrarrestar las crecidas ocasionales de la rambla. La primera mención escrita sobre el acueducto data del 1490.
Está catalogado como bien de relevancia local  y ha sido integrado en el itineario turístico Camino del Cid.